# Турбодефлектор

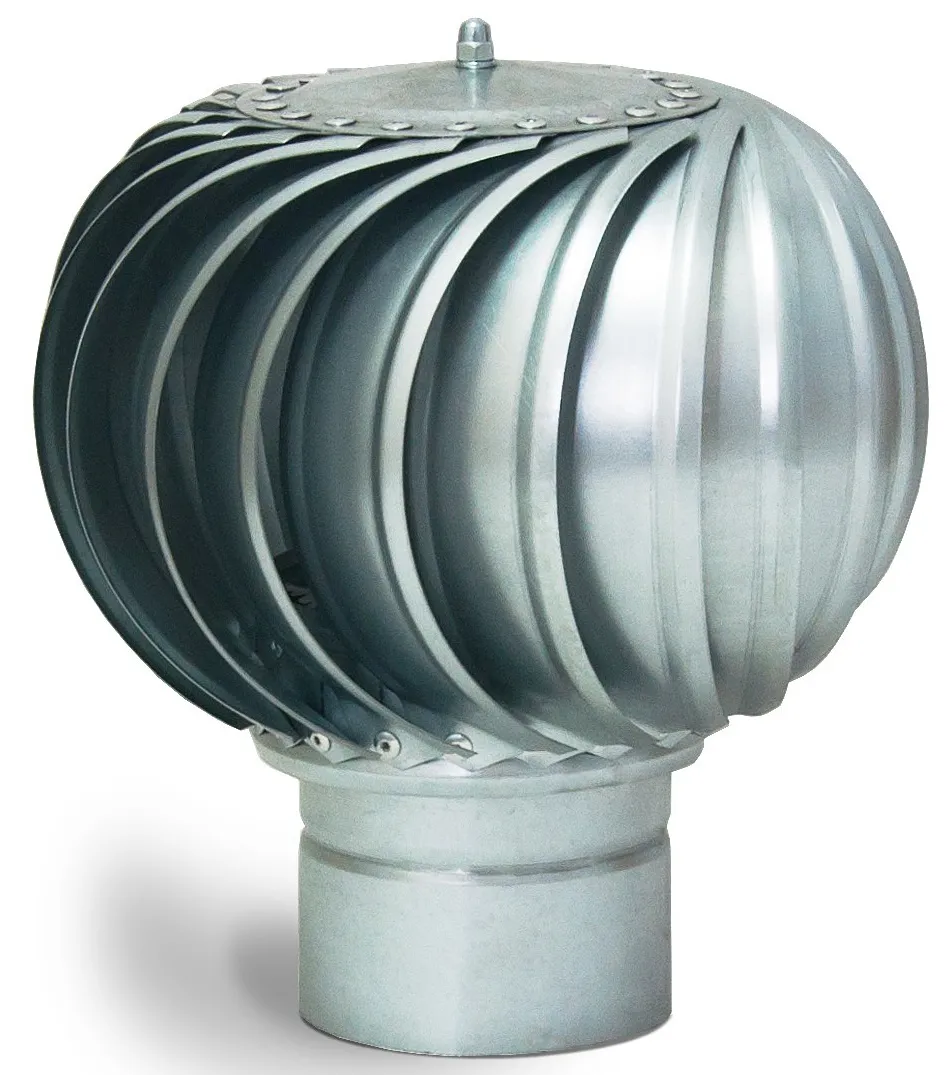
Турбодефлектор

Турбодефлектор — это элемент системы естественной вентиляции, предназначенный для эффективного вытягивания отработанного воздуха из помещения. Конструктивно он представляет собой комбинацию многолопастного вертикально-осевого ветряка (вариация ротора Савониуса) и центробежного насоса, и работает за счет энергии ветра без использования электричества.

## История[1]

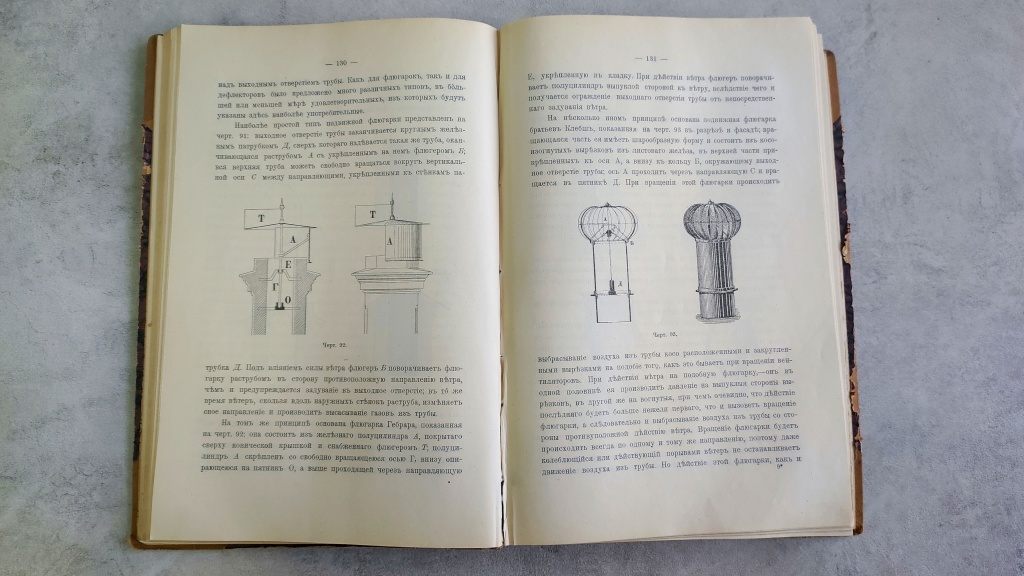
Чертеж турбодефлектора

Долгое время считалось, что первый турбинный дефлектор, работающий за счет силы ветра, был изобретён в Австралии. Некоторые англоязычные источники приписывают изобретение Сэмюэлю Юарту, который, предположительно, создал его в 1910 году.
Однако существуют более ранние задокументированные источники, которые описывают подобное устройство под названием «флюгарка братьев Клебш». Гражданский инженер А. К. Павловский описывает её принцип действия и представляет чертёж в своей работе, изданной в 1906 году в Санкт-Петербурге типографией журнала «Строитель».

## Конструкция турбодефлектора
Конструкционно турбодефлектор состоит из 4-х основных частей:
- Шапка — оголовок устройства, состоящий из изогнутых лопастей, в промежуток между которыми задувается ветер.
- Патрубок — основание турбодефлектора, которое крепится к воздуховоду
- Ось вращения — стержень внутри устройства.
- Узел вращения — втулка, внутри которой располагаются подшипники, обеспечивающие беспрерывное вращение.

## Назначение турбодефлектора
Вращающееся вентиляционное устройство предназначено для улучшения работы естественной вытяжной вентиляции. За счет вращения лопастей внутри турбодефлектора создается область разреженного воздуха, удаление отработанного воздуха из помещения происходит за счет разницы давления. Действие турбодефлектора похоже на действие механической вентиляции, однако, для работы устройств ротационного типа не нужна электрическая энергия, они приводятся в движение за счет силы ветра. Таким образом, турбодефлектор считается энергосберегающим устройством. Устройство устанавливается на воздуховоды частных и многоквартирных жилых помещений, производственных цехов, складов и сельскохозяйственных комплексов. Однако в установке тубодефлектора есть свои ограничения: так, устройство не устанавливают на газовые трубы и дымоходы из-за быстрого загрязнения золой и сажей.

## Производительность
Производительность турбодефлектора из-за особенностей конструкции зависит от диаметра устройства и силы ветра.
Для средних регионов России производительность турбодефлекторов будет соответствовать таблице:
| Диаметр Турбодефлектора, мм | Скорость ветра 1, м/с | Производительность 1, м³/ч | Скорость ветра 2, м/с | Производительность 2, м³/ч |
| --------------------------- | --------------------- | -------------------------- | --------------------- | -------------------------- |
| 250                         | 2,5                   | 300                        | 3,5                   | 390                        |
| 315                         | 2,5                   | 400                        | 3,5                   | 550                        |
| 355                         | 2,5                   | 610                        | 3,5                   | 790                        |
| 400                         | 2,5                   | 780                        | 3,5                   | 950                        |
| 600                         | 2,5                   | 1300                       | 3,5                   | 1630                       |
| 680                         | 2,5                   | 1680                       | 3,5                   | 2100                       |
| 800                         | 2,5                   | 2100                       | 3,5                   | 2650                       |

## Применение
Турбодефлектор устанавливают на вентиляционные шахты и воздуховоды:
- частных малоэтажных жилых домов;
- многоквартирных жилых домов;
- производственных помещений;
- гаражей, автомоек, складов, технических помещений.

Устройство не подходит для установки на дымоходы и системы дымоудаления.

## Критика
На специализированных форумах часто встречается мнение, что при отсутствии ветра шапка турбодефлектора не вращается, что означает, что устройство не работает в условиях отсутствия ветров. Однако, как заявляют производители, турбодефлеткор является элементом естественной вентиляции и, в первую очередь, призван защищать воздуховоды от обратной тяги. Таким образом, эффект, когда тяга в воздуховодах усиливается, является дополнительным преимуществом, а не главной задачей устройства.
Однако, можно утверждать, что на производительность устройства непродолжительный период безветрия не оказывает значительного влияния.
Так, в средней полосе России, коэффициент повторяемости штилей варьируется от 4 до 7 %. Таким образом, число дней со штилем, которое вычисляется по формуле: число дней со штилем = общее число дней за месяц * на повторяемость штилей (от 4 до7%) деленному на 100.
31*7/100= 2,17. Общее число дней со штилем за месяц в средней полосе России не превышает 7% времени в месяц.
Из этого можно заключить, что турбодефлектор работает на усиление тяги до 93% времени.